# Mataruge (okręg zlatiborski)
Mataruge (cyr. Матаруге) – wieś w Serbii, w okręgu zlatiborskim, w gminie Prijepolje. W 2011 roku liczyła 130 mieszkańców.